# Ойген Цинтграф
Ойген Цинтграф (на немски: Eugen Zintgraff) е германски колониален агент, изследовател на Африка.

## Образование
Роден е на 16 януари 1858 година в Дюселдорф, Кралство Прусия. Завършва средното си образование в родния си град, а след това следва природни науки в университетите в Берлин, Бон, Страсбург и Хайделберг.

## Експедиционна дейност (1884 – 1891)
От март 1884 до ноември 1885 година участва в австрийската експедиция на Йосиф Шаван, самия той белгиец по произход. Експедицията извършва точно картиране (с помощта на триангулация) устието на Конго и част от крайбрежието на север и юг от устието.
През март 1886 година е изпратен от Министерството на външните работи да изследва районите на изток и север от масива Камерун. През 1888 година се изкачва по река Мунго (вливаща се в залива Камерун), открива изворите на река Крос (вливаща се в залива Биафра, на нигерийска територия) и достига до западната част на платото Адамава, където е спрян от войнствени племена. През 1888 – 1890 година със силата на оръжието пресича западната част на платото, открива река Кацина-Ала, по нея се спуска до река Бенуе и се изкачва по последната до Йола (9°10′ с. ш. 12°30′ и. д. / 9.166667° с. ш. 12.5° и. д.).
През 1890 – 1891 година извършва нова експедиция до платото Адамава, но претърпява поражение в битката с едно от местните племена и е принуден да отстъпи.

## Следващи години (1891 – 1897)
През 1891 година се завръща в Европа и се отказва от колониалната си дейност. През 1893 – 1894 година пътува до Занзибар и Трансваал, но вече с търговска цел. През 1895 година излиза от печат единствената му книга посветена на изследванията му в Камерун – „Nord-Kamerun“ (Berlin, 1895). През 1896 година за последен път посещава Камерун, където се разболява и на 16 януари 1897 година на път за Европа умира на остров Тенерифе.